# دورگیچه
دورگیچه (به مجاری:  Dörgicse) یک شهرداری در مجارستان است که در ناحیه بالاتون‌فورد واقع شده‌است. دورگیچه ۱۹٫۱۲ کیلومتر مربع مساحت و ۲۸۹ نفر جمعیت دارد.